# バリヤゼDEEPナイト
『バリヤゼDEEPナイト』は、2021年4月9日から6月25日まで長崎放送（NBC）で放送されたトーク番組である。

## 放送時間
- 金曜 0:55 - 1:25（木曜深夜）

## 出演者
- DEEP SQUAD
- 豊﨑なつき - NBCアナウンサー